# Stenodema virens
Stenodema virens – gatunek pluskwiaka z podrzędu różnoskrzydłych i rodziny tasznikowatych.
Gatunek ten opisany został po raz pierwszy w 1767 roku przez Karola Linneusza jako Cimex virens.
Pluskwiak o wydłużonym ciele barwy zielonej lub słomkowej. Samce osiągają od 7,8 do 8,1 mm, a samice od 7,4 do 8,5 mm długości ciała. Nie krótszą niż szeroką głowę cechuje wydłużone, wyraźnie oddzielone od tylusa i wystające poza niego czoło, podłużne wcięcie pośrodku ciemienia, przylegające do obrączki apikalnej oczy i półtora raza dłuższy od szerokości przedplecza drugi człon czułków. Powierzchnia tarczki jest punktowana. Półpokrywy mają zakrywkę z dwoma dobrze widocznymi komórkami w użyłkowaniu. Odnóża mają stopy o pierwszym członie nieco krótszym niż dwa następne razem wzięte. Tylną parę odnóży cechuje uda nieuzbrojone ostrogami (zębami) i gwałtownie u wierzchołka zwężone.
Tasznikowaty ten jest fitofagiem, żerującym na różnych trawach. Pożywia się głównie na kwiatostanach, gdzie przekłuwa zalążnie i niedojrzałe owoce, często prowadząc do zniszczenia bielma.
Owad w Europie znany z niemal wszystkich krajów oprócz Islandii i Wysp Brytyjskich. W Polsce występuje na obszarze całego kraju.